# Atucha
 Der er for få eller ingen kildehenvisninger i denne artikel, hvilket er et problem. Du kan hjælpe ved at angive troværdige kilder til de påstande, som fremføres i artiklen.

Atucha er navnet på to kernekraftværker i Argentina. De er placeret i byen Lima i Zárate-distriktet, ca. 100 km fra Buenos Aires på højre bred af Paraná-floden.
Atucha I er af typen tungtvandsreaktor og det producerer 357 MWe, som leveres til det argentinske elnet hvor det udgør omkring 2,5 % af den samlede energiproduktion (2005).
Bygningen af Atucha I startede i 1968 og værket blev operationelt i 1974, det var det første kernekraftværk i Latinamerika. Da værket var næsten færdigt bygget i 1973, blev det besat af 15 guerillaer.
Atucha II er endnu ikke færdigbygget.